# آلفرد نیوتون
آلفرد نیوتون (انگلیسی: Alfred Newton; ۱۱ ژوئن ۱۸۲۹ – ۷ ژوئن ۱۹۰۷) یک دانشمند اهل بریتانیا بود.
وی همچنین برنده جوایزی همچون مدال پادشاهی شده‌است.